# Netelia uchidai
Netelia uchidai là một loài tò vò trong họ Ichneumonidae.